# Mysmena woodwardi
Mysmena woodwardi là một loài nhện trong họ Mysmenidae.
Loài này thuộc chi Mysmena. Mysmena woodwardi được Raymond Robert Forster miêu tả năm 1959.